# Portada/article octubre 3

## Guerrers de Riace
Els Guerrers de Riace són una parella d'estàtues gregues d'estil sever (segle v aC) que s'exposen al Museu nacional de la Magna Grècia de Reggio de Calàbria. Són dos dels pocs exemples d'escultures en bronze que queden de l'Art de l'antiga Grècia juntament amb, per exemple, el Posidó o Déu d'Artimisio del Museu Arqueològic Nacional d'Atenes o l'Auriga de Delfos. Van ser trobades a la rodalia de la localitat de Riace, a la província de Reggio de Calàbria el 1972. S'han convertit en un dels símbols de la ciutat de Reggio de Calàbria. Són coneguts com a Bronze A (el jove) i Bronze B (el vell).